# 索科洛韋 (薩馬爾區)
48°32′0″N 35°18′32″E / 48.53333°N 35.30889°E
索科洛韋（烏克蘭語：Соколове），是烏克蘭東部的村落，隸屬第聶伯羅彼得羅夫斯克州薩馬爾區的皮尚卡市镇。該村分別距離多羅格2公里和亞歷山德里夫卡3.5公里，海拔高度60米，2018年人口394。